# Aeropuerto de Olbia-Costa Smeralda
El Aeropuerto Internacional de Olbia (IATA: OLB, OACI: LIEO), es uno de los que sirve a la isla de Cerdeña, Italia. Opera con vuelos de cabotaje y algunos puntos importantes de Europa. Alrededor de 1.8 millones de pasajeros lo transitaron durante 2008.

## Aerolíneas y destinos
Este es el listado de las aerolíneas que operan aquí:
| Aerolíneas                    | Destinos |
| ----------------------------- | --- |
| Aegean Airlines               | Estacional: Atenas |
| Aer Lingus                    | Estacional: Dublín |
| AeroItalia                    | Milan–Linate, Roma-Fiumicino Estacional: Forlì, Perugia |
| Air France                    | Estacional: París–Charles de Gaulle |
| airBaltic                     | Estacional: Riga |
| Austrian Airlines             | Estacional: Viena |
| British Airways               | Estacional: Londres–Heathrow |
| Brussels Airlines             | Estacional: Bruselas |
| Bulgaria Air                  | Estacional: Sofía |
| Condor Flugdienst             | Estacional: Düsseldorf, Frankfurt, Munich |
| easyJet                       | Londres–Gatwick, Milán–Malpensa Estacional: Ámsterdam, Bari, Basilea/Mulhouse, Berlín, Bologna, Burdeos, Bristol, Ginebra, Londres–Luton, Lyon, Nantes, Nápoles, Niza, París–Charles de Gaulle, París–Orly, Toulouse, Turín, Venecia                                                          |
| Edelweiss Air                 | Estacional: Zürich |
| Eurowings                     | Estacional: Colonia/Bonn, Düsseldorf, Hamburgo, Salzburgo, Stuttgart |
| Iberia                        | Estacional: Madrid |
| ITA Airways                   | Milán–Linate, Roma–Fiumicino Estacional: Génova, Verona |
| Jet2.com                      | Estacional: Birmingham, Londres–Stansted, Mánchester |
| Lufthansa                     | Estacional: Frankfurt, Munich |
| Neos                          | Estacional: Bologna, Milán–Malpensa, Verona |
| Norwegian Air Shuttle         | Estacional: Copenhagen, Oslo, Estocolmo–Arlanda |
| Scandinavian Airlines         | Estacional: Copenhagen, Oslo, Estocolmo–Arlanda |
| SkyAlps                       | Estacional: Berna, Bolzano |
| SmartWings                    | Estacional: Bratislava, Praga |
| Swiss International Air Lines | Estacional: Ginebra |
| Transavia                     | Estacional: Lyon, Ámsterdam |
| Transavia France              | Estacional: París–Orly |
| TUI Airways                   | Estacional: Londres–Gatwick |
| TUI fly Belgium               | Estacional: Bruselas |
| Volotea                       | Bologna, Milán–Linate, Roma–Fiumicino, Torino, Verona Estacional: Ancona, Barcelona, Bari, Bergamo, Bilbao, Bordeaux, Catania, Deauville, Florencia, Génova, Lille, Lyon, Madrid, Marsella, Nantes, Naples, Nice, Palermo, París–Orly, Pisa, Strasbourg, Toulouse, Trieste, Valencia, Venecia |
| Vueling                       | Estacional: Barcelona, Florencia |
| Wizz Air                      | Estacional: Milán–Malpensa, Roma–Ciampino, Varsovia–Chopin |

## Estadísticas
Ver fuente y consulta Wikidata.

## Alquiler de coches
En el Aeropuerto de Olbia Costa Smeralda operan más de 25 rent a car, entre los cuales Avis, Alamo, Budget, Dollar, Europcar, Enterprise, Hertz, Leasys, Locauto, JoyRent, Maggiore, Sicily by Car, Sixt y Thrifty.